# Vidmantas Žiemelis
Vidmantas Žiemelis (* 4. Dezember 1950 in Gališkiai, Rajongemeinde Molėtai) ist ein litauischer Politiker, Rechtsanwalt, und ehemaliger Innenminister Litauens.

## Leben
Žiemelis wuchs in einer Lehrerfamilie auf. Er lernte an der Schule Daugai in der Rajongemeinde  Alytus und danach am 1. Internat Vilnius. 1977 absolvierte Žiemelis das Diplomstudium der Rechtswissenschaften an der Rechtsfakultät der Vilniaus universitetas.
Von 1981 bis 1990 war er Staatsanwaltsgehilfe der Staatsanwaltschaft für Transport Vilnius und danach Staatsanwalt. 1990 wurde Žiemelis ins Parlament (Seimas) gewählt. Von 1992 bis 1996 sowie von 2008 bis 2012 war er Mitglied des Seimas. Vom Dezember 1996 bis April 1998 war er Innenminister. 2011 promovierte Žiemelis in Rechtswissenschaft.  Seit 2012 ist er Rechtsanwalt in der litauischen Anwaltskanzlei "Žiemelis, Valys, Rugys ir partneriai".
Žiemelis war Mitglied von Tėvynės sąjunga - Lietuvos krikščionys demokratai und der Krikščionių partija.

## Familie
Žiemelis ist geschieden und hat den Sohn Gediminas Žiemelis (* 1977) und eine Tochter.